# Mesochra pallaresi
Mesochra pallaresi is een eenoogkreeftjessoort uit de familie van de Canthocamptidae. De wetenschappelijke naam van de soort is voor het eerst geldig gepubliceerd in 1977 door Soyer.